# 22572 Yuanzhang
22572 Yuanzhang è un asteroide della fascia principale. Scoperto nel 1998, presenta un'orbita caratterizzata da un semiasse maggiore pari a 2,4096876 UA e da un'eccentricità di 0,1757930, inclinata di 1,78783° rispetto all'eclittica.